# Luke e Tantra
Luke e Tantra são personagens fictícias de histórias em quadrinhos humorísticas criados pelo cartunista Angeli, e que abrilhantaram as páginas da extinta revista Chiclete com Banana.
Luke e Tantra são ligadas em som e retratam um universo de adolescentes da classe média paulistana. Elas não são exatamente duas meninas muito bonitas. Luke é alta, usa óculos e é muito magra; Tantra é bem baixa porém com um corpo muito esbelto. Criaram uma webcam, em que jogam suas intimidades na rede e são vistas por gente dos quatro cantos do mundo.

## Personagens
- Luke - A garota intelectualizada, leitora de Baudelaire, fã de Madonna e Lou Reed, tenta romper, o que chama de o vazio de sua geração.
- Tantra - Luta bravamente para se livrar de sua incomoda virgindade e poder curtir o sexo livre. É apaixonada pelo personagem Orelha.
- Moska - Assediador de garotas, pornógrafo e de tamanho inversamente proporcional à sua higiene, Moska é o presidente da Associação dos Onanistas e Ejaculadores Precoces do Brasil e vive perseguindo Luke e Tantra.
- Orelha - É um garoto super desencanado, que não está nem aí para as coisas e usa um vocabulário bastante peculiar, no qual o termo 'sei lá' está presente na maior parte das frases. Evita andar com amigos para não pensarem que é gay. Tantra é apaixonada por ele, mas ele não dá a mínima para ela.
- Magralha - Uma velha punk e lésbica, casada com Lori Mandrix, dona de um bar, onde as bandas novas vão tocar e vender seus fanzines. Às vezes faz bicos de psicóloga de jovens problemáticos.
- Lori Mandrix - Lésbica skin casada com Magralha, possui um jeito bem masculino de andar e falar.
- Comando Revolucionário Kurt Cobain do B - Maoístas? Trotskystas? Grunges revoltados? Manos noiados? Ninguém sabe, mas que eles são do contra, são...
- Garotas Carecas - "Amigas" carecas do Orelha, elas querem construir um novo mundo sem playboys, patricinhas e skinheads, na base da "porrada", é claro.
- Napa - Cara sensível, curte Lou Reed, Baudelaire e faz trabalhos comunitários em ONGs. Está provado, Deus existe. Luke é apaixonada por ele, e ao que tudo indica, o sentimento é recíproco.
- Montanha - Baterista grandalhão da banda de Luke e Tantra, possui certos trejeitos afeminados.
- Esmeril - Um velho punk amigo da Magralha.